# Пан Пупец
Пан Пупец` — український музичний гурт з Івано-Франківська, створений в 2004 році, основним напрямом в стилі є панк-фанк-рок. Але сам гурт називає свій музичний напрям «КурваМама Style (вільний та необмежений)».

## Історія
Івано-Франківський гурт, що складається з трьох учасників та має дивну назву, створено 2004 року.
За час свого існування команда реалізувала студійний альбом («Пан Пупец» 2006) та два EP - «P.Z» (2009), «П’ятниця–хлоп’ятниця» (2013).
Записують музиканти свій матеріал на місцевій студії «Frost Magnetic Rec», що була заснована басистом гурту. Треки «пупців» також зустрічались на декількох компіляціях, таких як «Слухай своє»(vol.5&9) та «Рок січ 2008». На пісні «Байдарка», «Свист Гір» та «Курва Мама» знято відеокліпи. Остання відеоробота неоднозначно сприйнята мас-медіа та не пройшла цензуру деяких ЗМІ.
Кінцевий продукт гурту публіка отримує в чистому вигляді, тому, що «пупці» не обмежують себе форматними рамками, плюс, записаний та готовий до релізу
матеріал не проходить через фільтри саундпродюсерів.
Концертна діяльність гурту включає в себе виступи на
масштабних фестивальних майданчиках України та Польщі, таких як «Рок Січ», «Захід», «Славське Рок»,
«Республіка», «Підкамінь», «Тустань», «Goblin Show», «Потяг до Яремче», «EKOlomiya».  2008 року Пан Пупец` гастролюють разом з киянами «Борщ» та австралійськими інді-рокерами «Asleep At The Park» в рамках туру «Емінема нема». У тому ж 2008 створюють разом з Сашком Піпою (ВВ, Борщ)
разовий проєкт «Пан Піпа». 
У 2009 музиканти повідомили про вихід у світ нового мініальбому під назвою «P.Z.» у якому музиканти висловлюють своє захоплення народному артисту України Павлу Зіброву. Також колектив продемонстрував нову відеороботу на гуцульську композицію «Свист гір» що увійшла до дебютного диску
групи. Цікавим стало те, що робота є мультиплікаційною з застосуванням аплікативної техніки. 
У 2010 у крісло ударника покидає Андрій Михайлов, а його місце займає Олег Федик. У 2011 році гурт бере участь у зйомці фільму «Потяг до Яремне. 40 років потому». Святкуючи 350-у річницю рідного міста у 2012, музиканти грають в прямому ефірі місцевої радіостанції та викладають у всесвітній мережі
відео зняте під час ефіру, тим самим доказуючи, що Пан Пупец` — гурт, який «правильніше» слухати наживо. У 2013 відбувся реліз ЕР «П’ятниця – хлоп’ятниця»
У 2014 вийшов альбом «Дабудай».
Після цього гурт випустив два сингли — "Дримба" (2016) та "Не Вмирай Молодий" (2017)

## Склад
Станіслав Боднарук — спів, гітари

Олег "Frost" Мороз — бек-вокал, баси

Олег Федик — барабани, вокал (2010-2016)
Михайлов "Viper" Андрій - барабани (2004-2010)

## Дискографія
- 2006 «Пан Пупец»
- 2009 «P.Z.» (EP)
- 2013 «П`ятниця-хлоп`ятниця!» (EP)
- 2014 «Дабудай»

## Відеографія
- «Байдарка» (2007)
- «Свист Гір» (2009)
- «Курва Мама» (2009)
- «Земля» (2014)
- «Дабудай» (2014)
- «Убив Мільйон» (2015)